# Abbaye Saint-Servais d'Utrecht
L' Abbaye Saint-Servais (en néerlandais : Sint-Servaasabdij) était un cloître pour femmes situé dans la ville néerlandaise d'Utrecht.

## Histoire
Le monastère a été fondé dans le premier quart du XIIIe siècle à partir de la Janskerk (nl). À l'origine, il était situé sur le côté est de la ville, à l'extérieur des murs de la ville. Très rapidement, le monastère a été déplacé intra-muros par l'évêque d'Utrecht, Otto II de Lippe, et il a forcé les  religieuses d'origine noble à rejoindre l'ordre cistercien, le monastère devenant une abbaye. Le nouvel évêque lui a fait des dons substantiels et a fait érigé une église sur les terres de l'abbaye vers 1229. Le pape Innocent IV a accordé deux privilèges à l'abbaye vers 1250.
L'abbaye était le propriétaire foncier le plus important du quartier Abstede de la ville libre, incluant le Galgenwaard, qui lui appartenait dans son intégralité.
L'abbaye a été réformée durant le dernier quart du XVIe siècle. Au cours de cette période, les troupes du comte Adolf van Nieuwenaar ont pillé le monastère et la gestion des biens est attribuée à un chevalier. En 1669, celui-ci décide de vendre les bâtiments de l'abbaye, ce qui provoqua la démolition de certains bâtiments et la réaffectation du terrain. Finalement, les derniers bâtiments de ce monastère ont été démolis vers 1840, période de construction du Parc Zocher (nl).
Le nom de rue Servaasbolwerk (Bastion de Servais) et le Servaasbrug (Pont Servais) dans le coin sud-est du quartier du musée (Museumkwartier) rappellent encore la présence du monastère qui s'y trouvait.

## Galerie

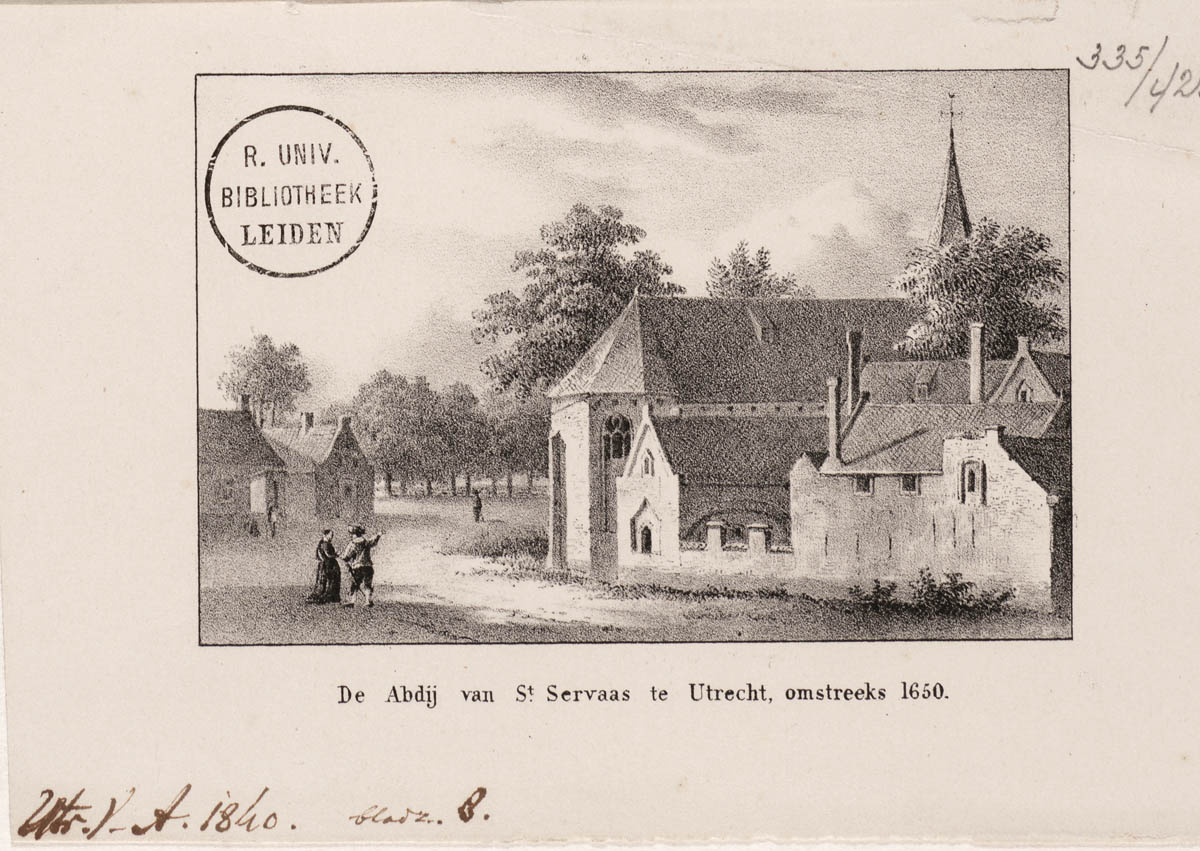
Vue de l'abbaye vers 1650.
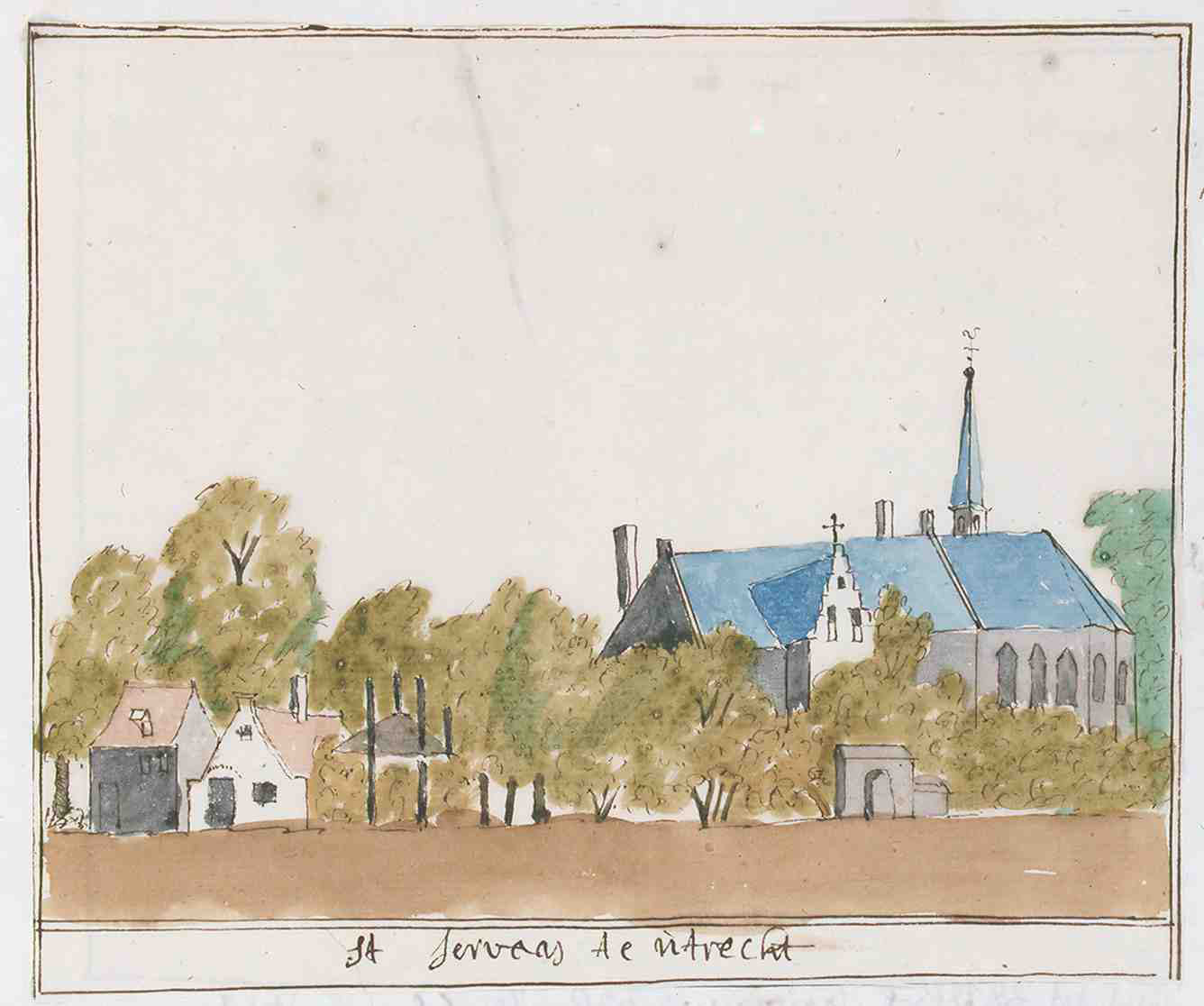
L'abbaye dans l'Atlas Shoemaker entre 1710 et 1735.
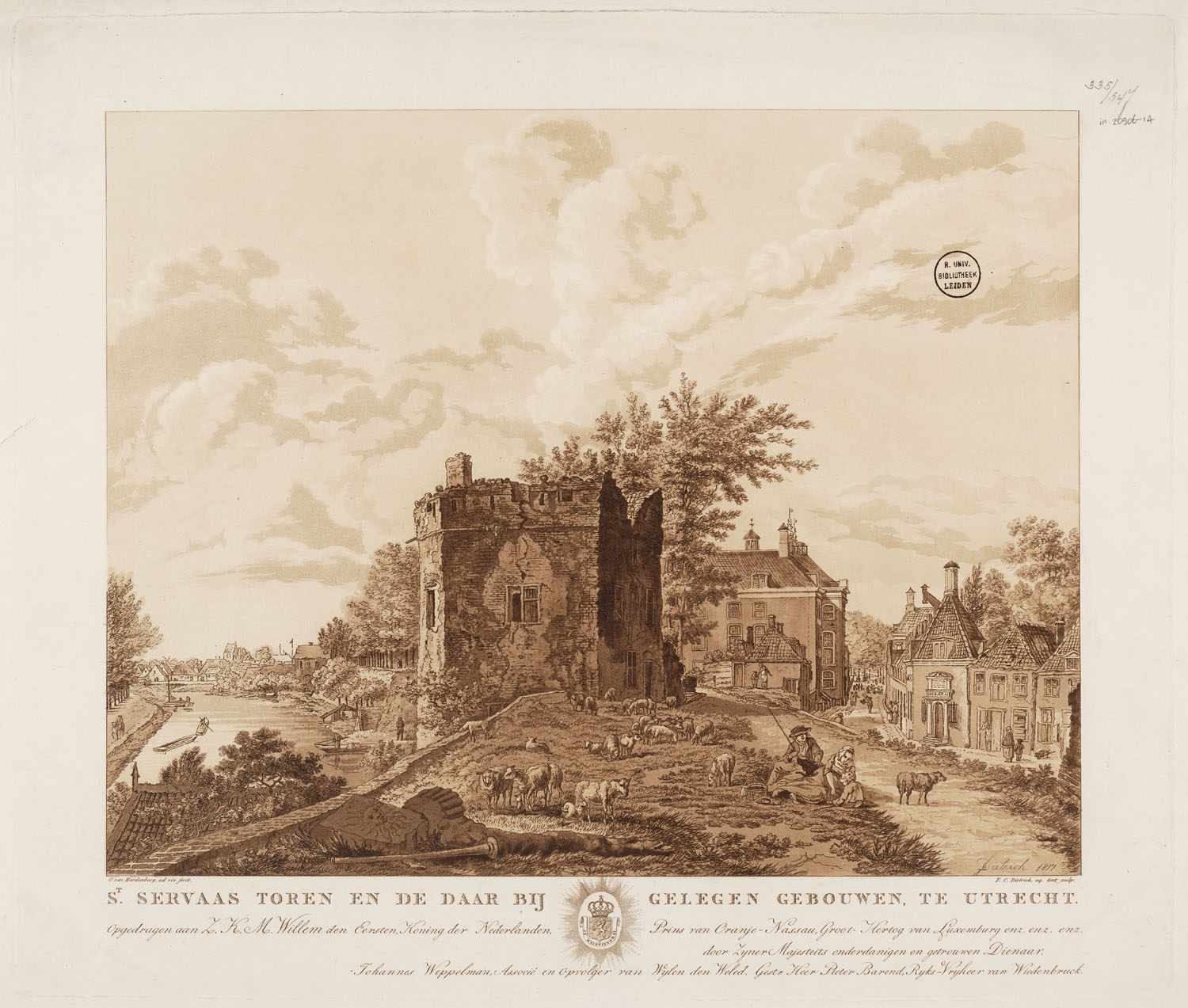
Les ruines de la tour de l'abbaye vers 1817 par Cornelis van Hardenbergh.
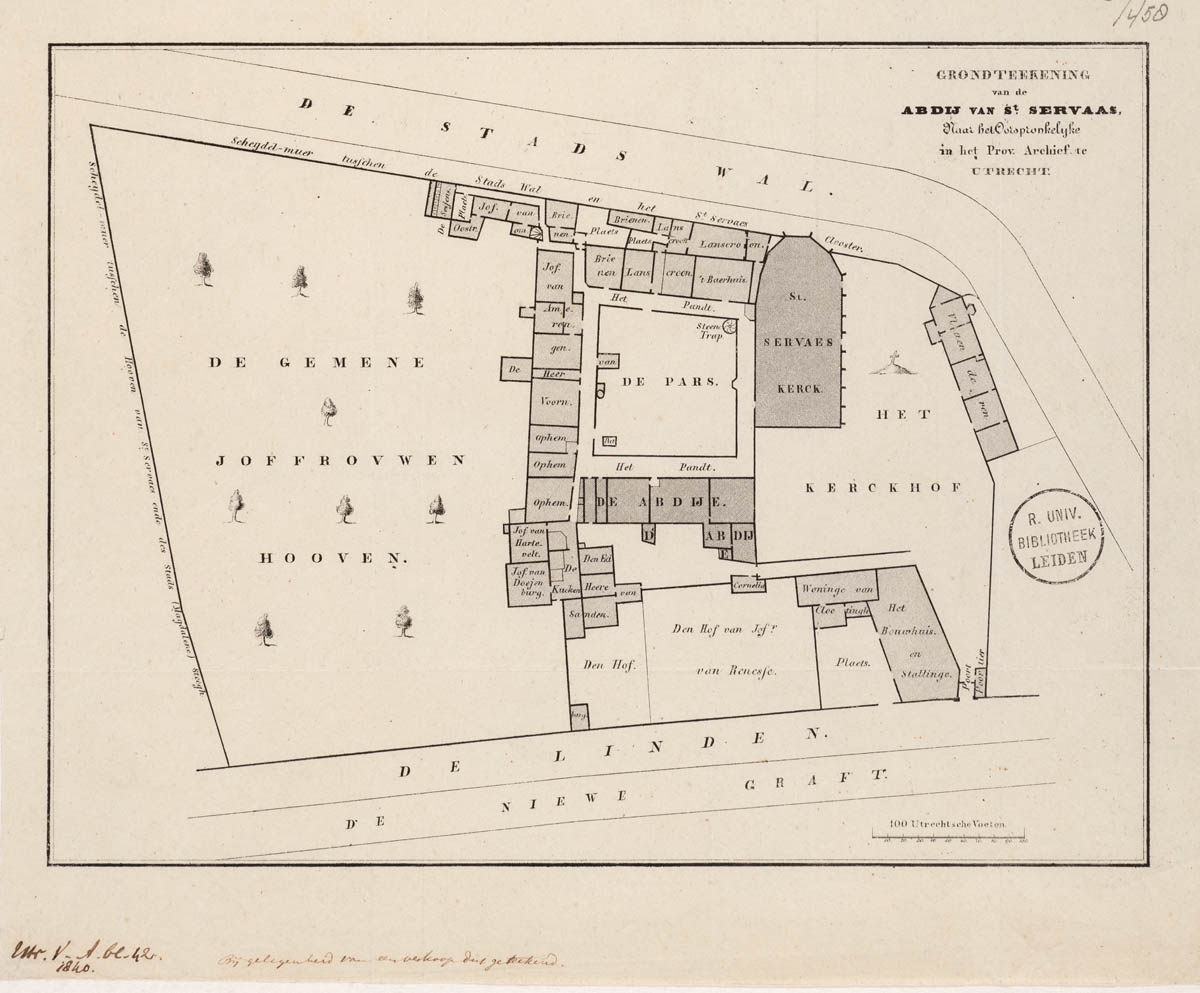
Plan de l'abbaye de 1840, réalisé lors de la destruction des derniers bâtiments encore debout.